# Estadio Doroteo Guamuch Flores
Estadio Doroteo Guamuch Flores – wielofunkcyjny stadion znajdujący się w mieście Guatemala w Gwatemali. Nazwany imieniem znanego lekkoatlety Mateo Floresa. Na tym stadionie swoje mecze rozgrywa drużyna piłkarska Comunicaciones FC. Stadion może pomieścić 30 000 widzów.
W dniu 16 października 1996 r. kilka minut przed rozpoczęciem meczu kwalifikacyjnego Mistrzostw świata 1998 pomiędzy Gwatemalą i Kostaryką zginęło co najmniej 83 osób, a ponad 140 rannych w wyniku zbyt dużej liczby fanów, które próbowały wejść na sektor General Sur. Sprzedaż podrabianych biletów oraz niewłaściwa konstrukcja obiektu doprowadziły do jednej z największych tragedii na stadionach sportowych.